# Densborn
Densborn település Németországban, Rajna-vidék-Pfalz tartományban. Lakosainak száma 525 fő (2023. december 31.).

## Népesség
A település népességének változása:
| Lakosok száma | 623  | 521  | 534  | 491  | 527  | 525  |
|               | 1975 | 2017 | 2019 | 2021 | 2022 | 2023 |